# 비아워비에자 국립공원

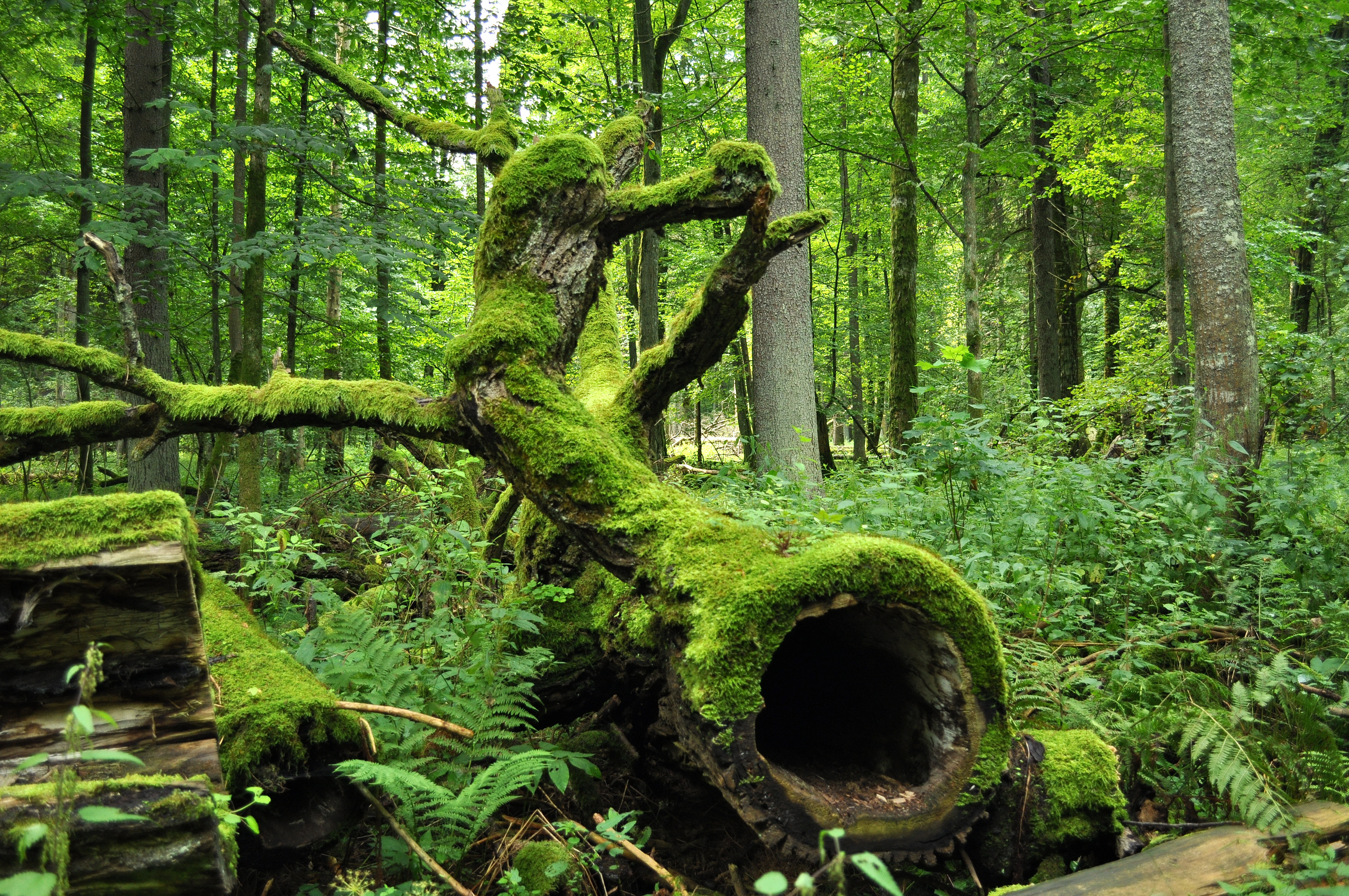
비아워비에자 숲

비아워비에자 국립공원(폴란드어: Białowieski Park Narodowy)은 폴란드 동부 포들라스키에주에 있는 국립공원으로 벨라루스와 국경에 인접해 있다. 총 면적은 105.2 제곱킬로미터 (40.6 mi2)이다. 비아워비에자 숲의 폴란드 지역을 보호하기 위해 지정된 공원이다. 이곳은 세계에서 가장 큰 유럽들소 개체군의 서식지이며, 이 대륙에서 가장 무거운 육상 동물이다. 두 나라의 국경은 숲을 통과하며, 벨라루스의 벨라베시스카야 푸시차 국립공원과 인접한다. 숲 안에는 국경 통과 시설이 있다.